# Uitlander
Uitlander (afrikaans: "udlænding") var navnet som blev givet til fremmedarbejdere under den indledende udforskning af Witwatersrands guldfelter i Transvaal.
Disse enorme guldfelter blev opdaget i 1886, og inden ti år var det antaget at befolkningen af uitlandere i Transvaal var dobbelt så stor som de indfødte transvaalerne, 60.000 uitlandere mod 30.000 burghere. Nøjagtige tal er usikre siden den første folketælling i Transvaal blev foretaget i april 1904. Regeringen i Transvaal gjorde det til en politik at antage at der var 60.000 uitlandere mod 30.000 burghere (disse tal henviser kun til voksne mænd). Dette var et konservativt anslag, andre hævder at forholdet var 4:1 eller til og med 10:1. Til trods for disse tal har senere forskere hævdet at der faktisk var et jævnt forhold mellem dem, men med tanke på gravedriftens form, kan der have været flere uitlandermænd. Disse arbejdere var først og fremmest konsentreret omkring Johannesburg–området.
Transvaals regering, under præsident Paul Kruger, var bekymret for effekten som denne store folkemængde kunne have på Transvaals uafhængighed. Uitlanderne var næsten udelukkende briter. Det at give dem stemmeret på et tidspunkt da Storbritanniens regering var ivrige efter at udvide sin magt i Sydafrika, ville næsten helt sikkert føre til at magten i Transvaal gik over i britiske hænder, og Transvaal ville til slut ende op som britisk koloni. Resultatet var at regeringen i Transvaal vedtog en lovgivning som nægtede alle uitlandere som ikke havde boet i landet i 14 år og ikke var over 40 år, stemmeret eller borgerskab. Dette spærrede uitlanderne fra meningsfuld politisk indflydelse.
Dette, sammen med høj skattelægning og korrupt og ineffektiv offentlig administration, førte til betydelig misnøje. Behandlingen af dem var baggrunden for Jameson Raid i 1895. Cecil Rhodes planlagde en invasion af Transvaal som skulle være samtidig med et oprør blandt uitlanderne i Johannesburg. Dr Leander Starr Jamesons styrke invaderede, men det forventede oprør fandt aldrig sted. Invasionsstyrken blev hurtigt overmandet og arresteret.
Fra 1897 af brugte højkommisæren for det sydlige Afrika, Alfred Milner, og kolonisekretæren, Joseph Chamberlain, brugte de nægtede rettigheder til uitlanderne som sit hovedpunkt for et angreb på Transvaal. De opmuntrede agitation blandt uitlanderne og pressede uitlandernes krav med trussel om krig på Krugers regering.
Til slut førte briternes insistering og Krugers principfaste holdning til udbruddet af anden boerkrig i 1899. Ved nederlaget i 1902, blev Transvaal en britisk koloni. Alle indbyggere i Transvaal blev efter dette britiske undersåtter. Dermed faldt begrebet uitlander ud.

## Eksterne links
- "Imperialism in the dock", Boerkrigen
- Uitlandernes stemmeret